# Louis Caput
Louis Caput, nacido el 23 de enero de 192? en Saint-Maur-des-Fossés y fallecido el 8 de febrero de 1985 en París, fue un ciclista francés. 
Profesional de 1942 a 1957, fue Campeón de Francia en Ruta en 1946 y ganó la París-Tours en 1948. Fue también director deportivo de 1966 a 1978 y codirigió el equipo Frimatic-Viva-de Gribaldy con Jean de Gribaldy durante las temporadas 1968 y 1969.  

## Palmarés
| 1946 - Campeonato de Francia en Ruta - Boucles de Seine Saint-Denis 1947 - 1º del Premio de Guidon Agenais (con Kléber Piot) 1948 - París-Tours - París-Limoges 1949 - 1 etapa del Tour de France 1952 - Bicicleta Eibarresa, más 1 etapa | 1953 - Tour de Picardie - 2 etapas de la Vuelta a Marruecos 1954 - 2 etapas de la Vuelta a Marruecos 1955 - París-Limoges - 1 etapa del Tour de France - 3º en el Campeonato de Francia en Ruta 1956 - Tour de l'Oise et de la Somme, más 1 etapa - 2 etapas de la Dauphiné Libéré |

## Resultados en las grandes vueltas
| Carrera         | 1942 | 1943 | 1944 | 1945 | 1946 | 1947 | 1948 | 1949 | 1950 | 1951 | 1952 | 1953 | 1954 | 1955 | 1956 | 1957 |
| --------------- | ---- | ---- | ---- | ---- | ---- | ---- | ---- | ---- | ---- | ---- | ---- | ---- | ---- | ---- | ---- | ---- |
| Giro de Italia  | -    | -    | -    | -    | -    | -    | -    | -    | -    | -    | -    | -    | -    | 68.º | -    | -    |
| Tour de Francia | -    | -    | -    | -    | -    | Ab.  | Ab.  | Ab.  | -    | 45.º | Ab.  | Ab.  | Ab.  | 54.º | 56.º | -    |
| Vuelta a España | -    | -    | -    | -    | -    | -    | -    | -    | -    | -    | -    | -    | -    | 55.º | -    | -    |
| Mundial en Ruta | -    | -    | -    | -    | -    | -    | -    | -    | -    | -    | -    | -    | -    | -    | -    | -    |